# Pulpí
Pulpí ist eine spanische Gemeinde im Verwaltungsgebiet Levante Almeriense der Provinz Almería in der Autonomen Gemeinschaft Andalusien. Die Bevölkerung von Pulpí bestand im Jahr 2024 aus 11.906 Einwohnern. Die Gemeinde besteht aus verschiedenen Ortsteilen.

## Geografie
Die Gemeinde befindet sich im Südosten Spaniens, 121 km von der Stadt Almería und 108 km von Murcia entfernt. Neben Gebirge und Tiefland verfügt die Gemeinde auch über ein Küstengebiet mit dem Naturdenkmal "Isla de Terreros e Isla Negra".

## Geschichte
In der Gemeinde gibt es Besiedlungsspuren aus der Jungsteinzeit und der Römerzeit. 1488 wurde der Ort Teil der Gemeinde Vera, war allerdings noch kaum besiedelt. 1836 wurde Pulpí erstmals eine eigene Gemeinde wurde vier Jahre später allerdings wieder in Vera eingemeindet. 1862 erlangte der Ort seine endgültige Unabhängigkeit.
Am 29. September 2007 produzierte Pulpí den größten Salat der Welt, mit 6700 Kilogramm Salat, Tomaten, Zwiebeln, Paprika und Oliven, beaufsichtigt von 20 Köchen über 3 Stunden. Ein Richter von Guinness World Records war anwesend, um den neuen Rekord zu bestätigen. Der Salat wurde in einem 18 m langen und 4,8 m breiten Container zubereitet.

## Wirtschaft
Landwirtschaft, Bauwesen, Viehzucht und Tourismus (besonders an den Stränden von San Juan de los Terreros) sind die wichtigsten wirtschaftlichen Aktivitäten.

## Galerie

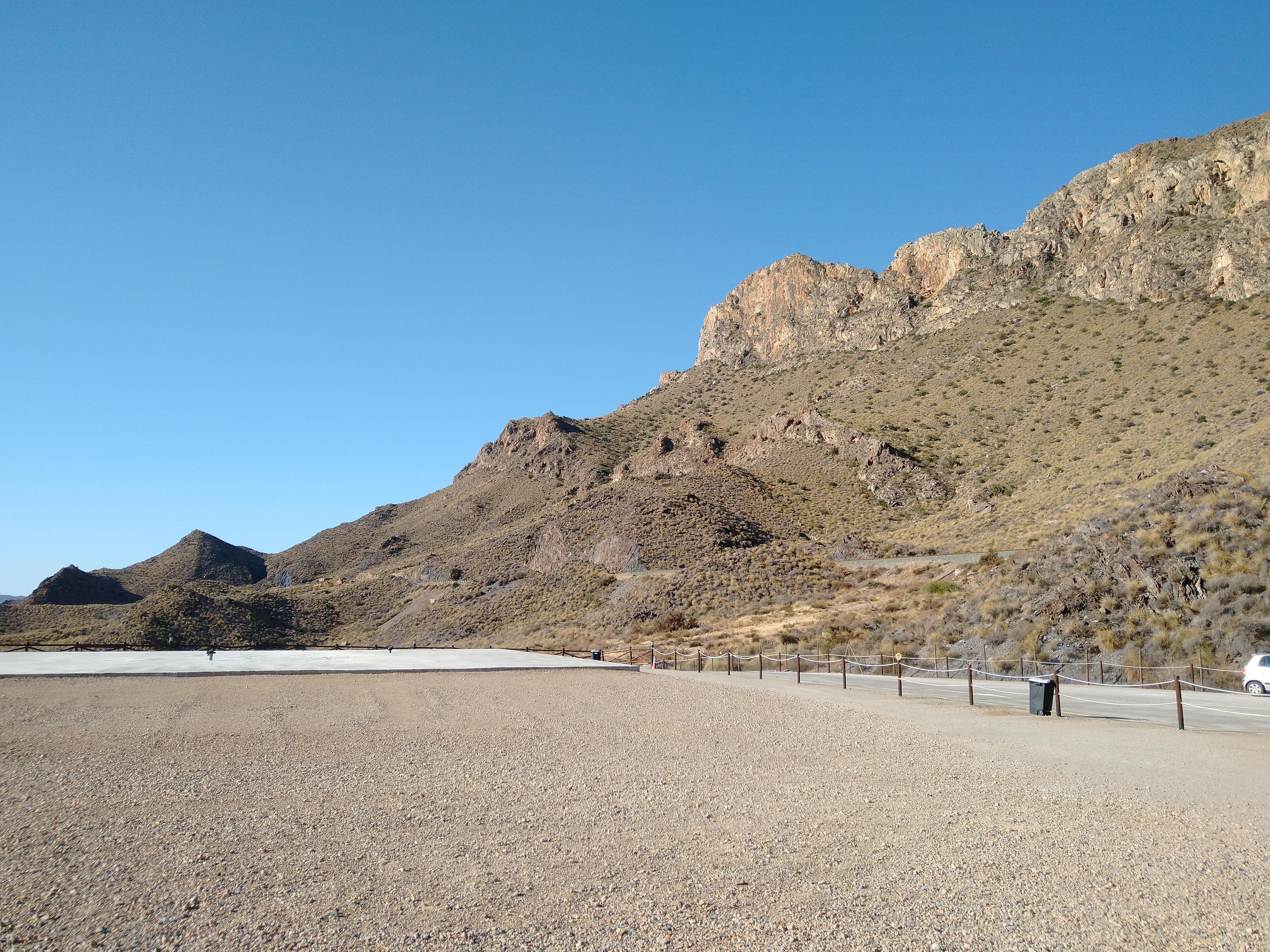
Felsformationen
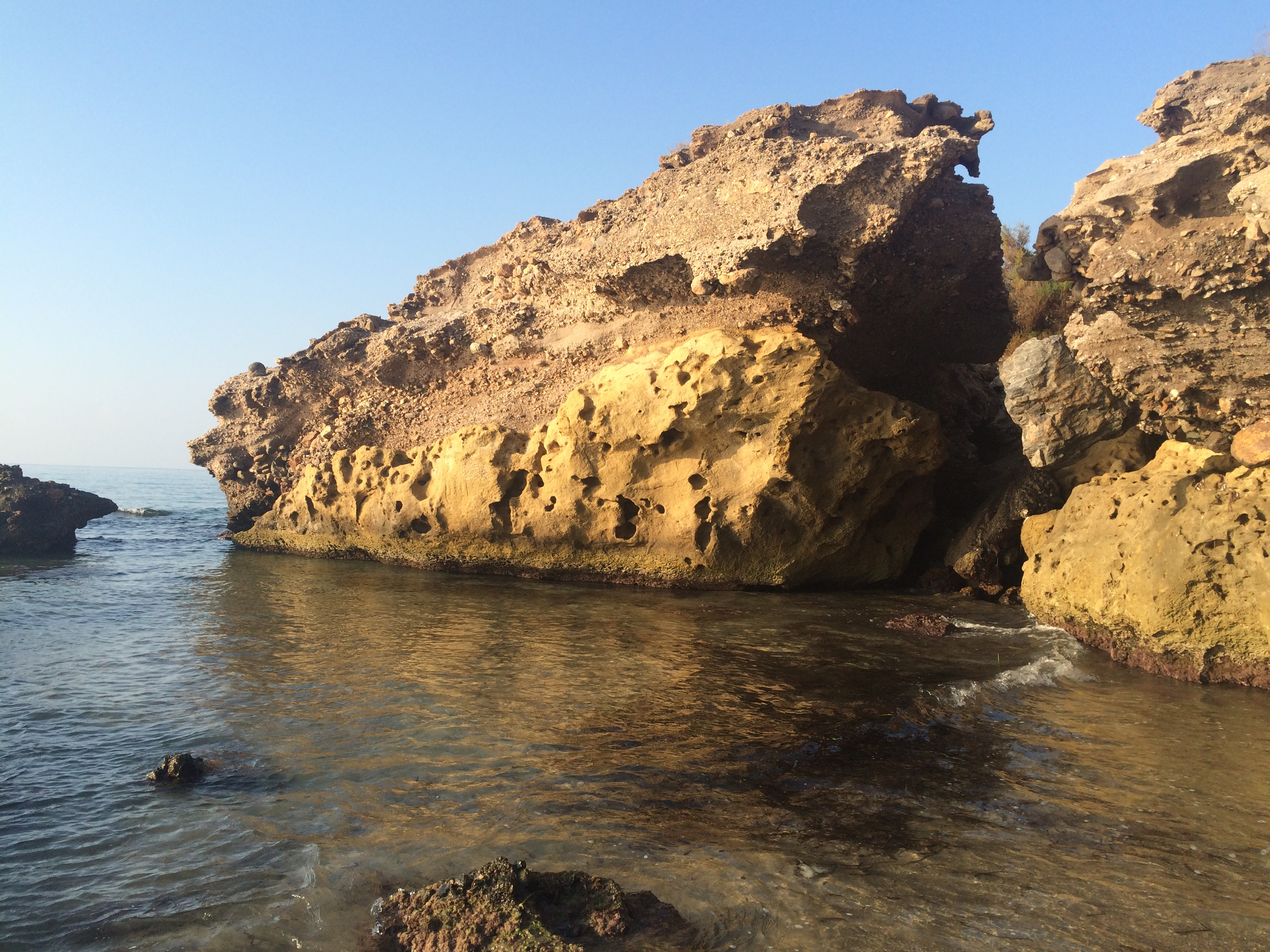
Küstenlinie
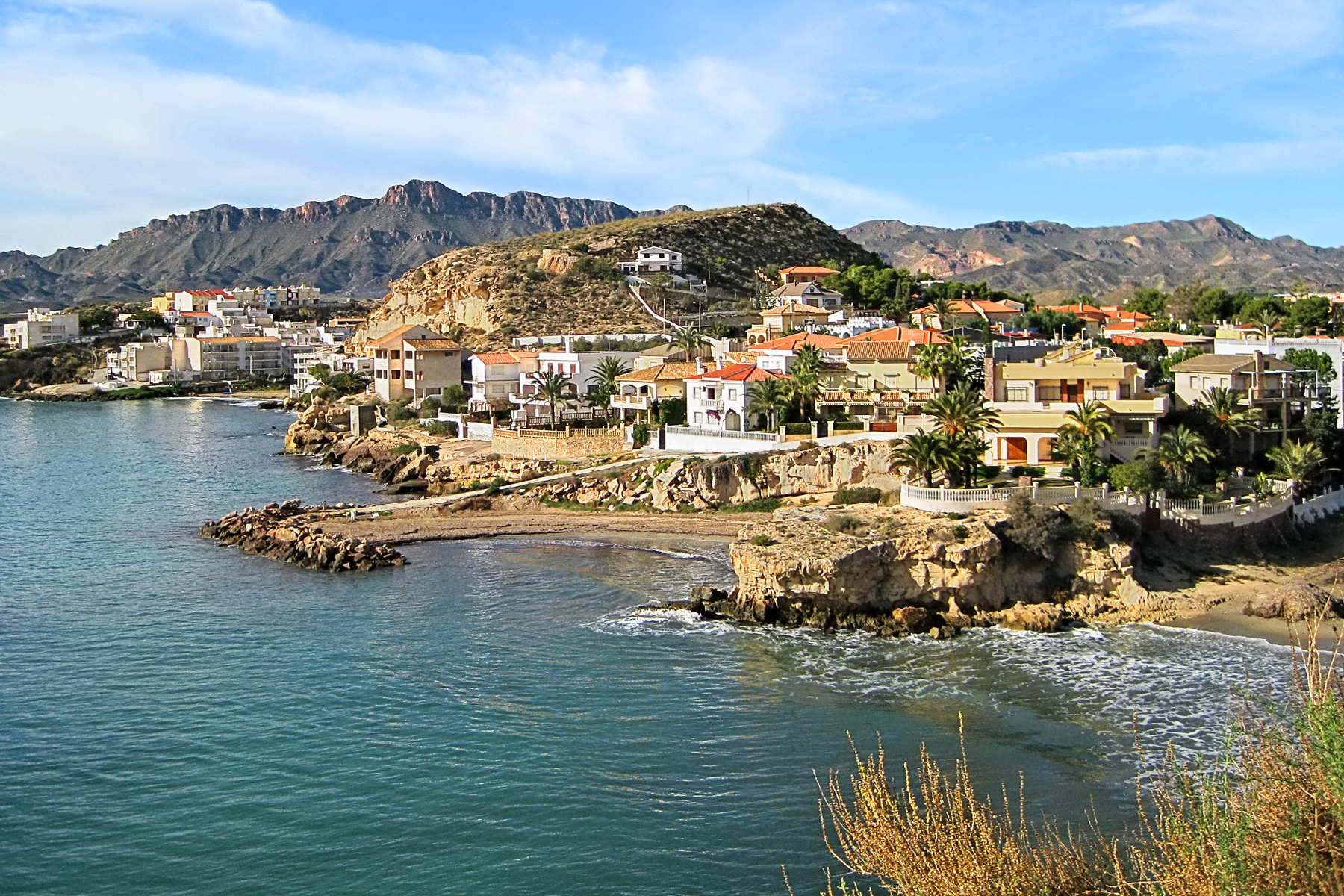
San Juan de los Terreros
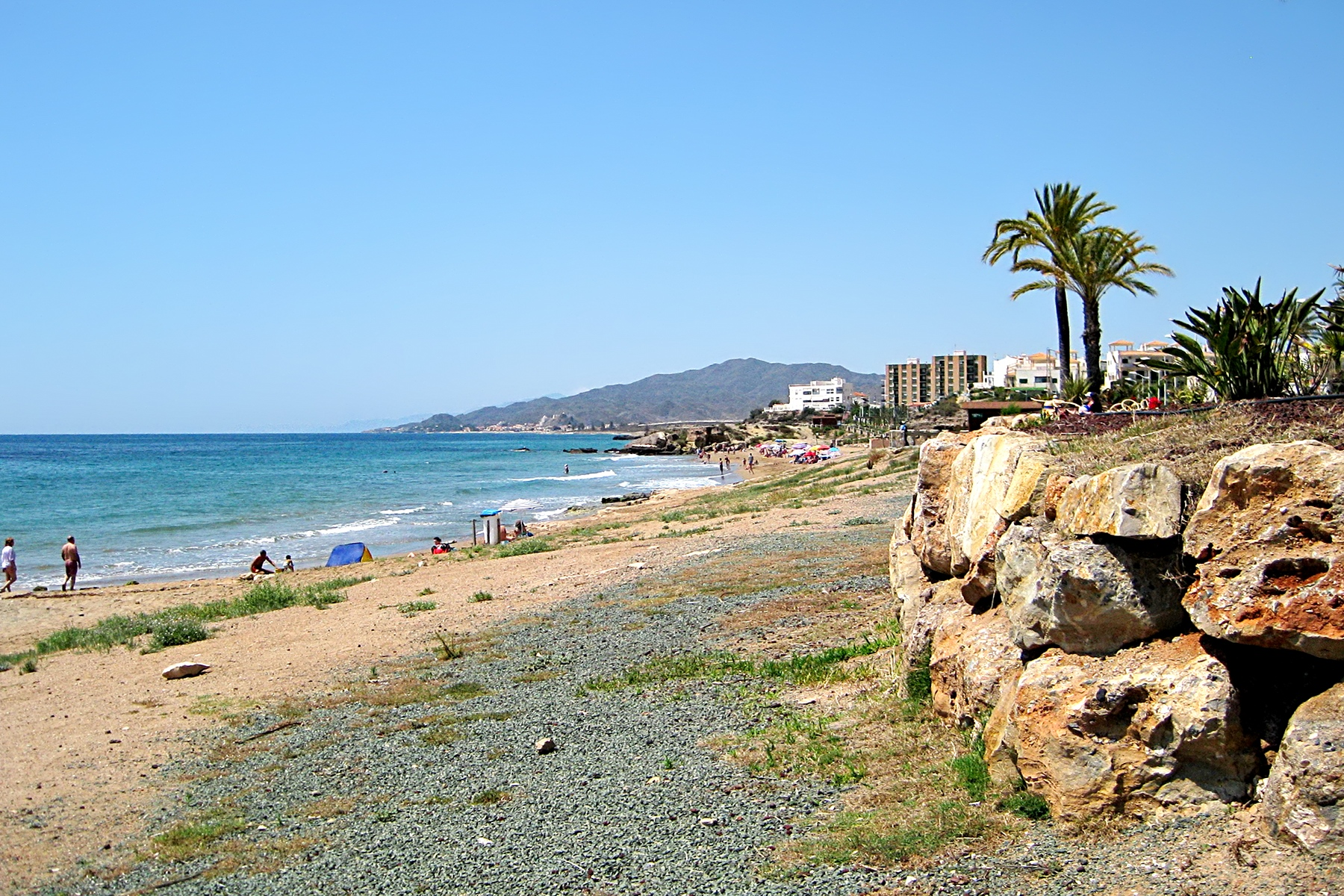
Strand